# A Bee Gees együttes 1970-es években kiadott kislemezei
- Az alábbi lista a Bee Gees együttes 1970-es években kiadott kislemezeit tartalmazza.
- Az 1960-as években kiadott kislemezek A Bee Gees együttes kislemezei szócikkben találhatók meg.

| kislemez | Típus | kiadási év | Borító | Az album dalainak szerzője |
| --- | ----- | ---------- | ------ | --- |
| World Harry Braff The Earnest of Being George Horizontal                                                                                         | EP    | 1970       |        | Barry Gibb, Robin Gibb, Maurice Gibb Barry Gibb, Robin Gibb, Maurice Gibb Barry Gibb, Robin Gibb, Maurice Gibb Barry Gibb, Robin Gibb, Maurice Gibb                                                               |
| Let There Be Love Really And Sincerely | 45    | 1970       |        | Barry Gibb, Robin Gibb, Maurice Gibb Barry Gibb, Robin Gibb, Maurice Gibb |
| If Only I had My Mind On Something Else Sweetheart                                                                                               | 45    | 1970.      |        | Barry Gibb, Maurice Gibb Barry Gibb, Maurice Gibb |
| I.O.I.O. Sweetheart | 45    | 1970       |        | Barry Gibb, Maurice Gibb Barry Gibb, Maurice Gibb |
| I.O.I.O. Then You Left Me | 45    | 1970       |        | Barry Gibb, Maurice Gibb Barry Gibb, Maurice Gibb |
| I.O.I.O. If Only I Had My Mind On Something Else Sweetheart Then You Left Me                                                                     | EP    | 1970       |        | Barry Gibb, Maurice Gibb Barry Gibb, Maurice Gibb Barry Gibb, Maurice Gibb Barry Gibb, Maurice Gibb |
| I.O.I.O. Spick and Specks Don't Forget To Remember Tomorrow Tomorrow                                                                             | EP    | 1970       |        | Barry Gibb, Maurice Gibb Barry Gibb , Maurice Gibb Barry Gibb, Maurice Gibb |
| I.O.I.O. If Only I Had My Mind On Something Else Sweetheart Don't Forget To Remember                                                             | EP    | 1970       |        | Barry Gibb, Maurice Gibb Barry Gibb, Maurice Gibb Barry Gibb, Maurice Gibb Barry Gibb, Maurice Gibb |
| Holiday Words Don't Forget To Remember I.O.I.O.                                                                                                  | EP    | 1970       |        | Barry Gibb, Robin Gibb, Maurice Gibb Barry Gibb, Robin Gibb, Maurice Gibb Barry Gibb, Maurice Gibb Barry Gibb, Maurice Gibb                                                                                       |
| Lonely Days Man For All Seasons | 45    | 1970       |        | Barry Gibb, Robin Gibb, Maurice Gibb Barry Gibb, Robin Gibb, Maurice Gibb |
| Lonely Days Sweetheart I'll Kiss Your Memory August October                                                                                      | EP    | 1970       |        | Barry Gibb, Robin Gibb, Maurice Gibb Barry Gibb, Maurice Gibb Barry Gibb Robin Gibb |
| Lonely days Cherry Red I.O.I.O Don't Forget to Remember                                                                                          | EP    | 1970       |        | Barry Gibb, Robin Gibb, Maurice Gibb Barry Gibb , Maurice Gibb Barry Gibb, Maurice Gibb |
| Lonely Days Take a Hold of That Star I.O.I.O. Claustrophobia                                                                                     | EP    | 1970       |        | Barry Gibb, Robin Gibb, Maurice Gibb Barry Gibb , Maurice Gibb Barry Gibb |
| How Can You Mend a Broken Heart Country Woman | 45    | 1971       |        | Barry Gibb, Robin Gibb Maurice Gibb |
| How Can You Mend a Broken Heart Israel | 45    | 1971       |        | Barry Gibb, Robin Gibb Barry Gibb |
| How Can You Mend a Broken Heart Massachusetts | 45    | 1971       |        | Barry Gibb, Robin Gibb Barry Gibb, Robin Gibb, Maurice Gibb |
| Melody Fair In the Morning (Morning of My Life)                                                                                                  | 45    | 1971       |        | Barry Gibb, Robin Gibb, Maurice Gibb Barry Gibb |
| Melody Fair First of May | 45    | 1971       |        | Barry Gibb, Robin Gibb, Maurice Gibb Barry Gibb, Robin Gibb, Maurice Gibb |
| Melody Fair To Love Somebody | 45    | 1971       |        | Barry Gibb, Robin Gibb, Maurice Gibb Barry Gibb, Robin Gibb |
| In the Morning To Love Somebody | 45    | 1971       |        | Barry Gibb , Robin Gibb |
| In the Morning Melody Fair First of May Spicks and Specks To Love Somebody                                                                       | EP    | 1971       |        | Barry Gibb , Robin Gibb, Maurice Gibb Barry Gibb, Robin Gibb, Maurice Gibb Barry Gibb , Robin Gibb |
| In the Morning Melody Fair First of May Give Your Best                                                                                           | EP    | 1971       |        | Barry Gibb , Robin Gibb, Maurice Gibb Barry Gibb, Robin Gibb, Maurice Gibb Barry Gibb, Robin Gibb, Maurice Gibb                                                                                                   |
| Melody Fair In the Morning To Love Somebody Love Story                                                                                           | EP    | 1971       |        | Barry Gibb, Robin Gibb, Maurice Gibb Barry Gibb , Robin Gibb Francis Lai, Carl Sigman |
| In the Morning Melody Fair Working On It Night And Day Teach Your Children                                                                       | EP    | 1971       |        | Barry Gibb , Robin Gibb, Maurice Gibb Richard Hewson, Gordon Gray Graham Nash |
| Don't Wanna Live Inside Myself Walking Back To Waterloo                                                                                          | 45    | 1971       |        | Barry Gibb, Robin Gibb Barry Gibb, Robin Gibb, Maurice Gibb |
| When The Swallows Fly Give Your Best | 45    | 1971       |        | Barry Gibb, Robin Gibb, Maurice Gibb Barry Gibb, Robin Gibb, Maurice Gibb |
| How Can You Mend a Broken Heart Back Home Country Woman 2 Years On                                                                               | EP    | 1971       |        | Barry Gibb, Robin Gibb Barry Gibb, Robin Gibb, Maurice Gibb Robin Gibb, Maurice Gibb |
| Walking Back to Waterloo Greatest Man In The World Don't Wanna Live Inside Myself Trafalgar                                                      | EP    | 1971       |        | Barry Gibb, Robin Gibb, Maurice Gibb Barry Gibb Maurice Gibb |
| My World On Time | 45    | 1972       |        | Barry Gibb, Robin Gibb Maurice Gibb |
| My World Don’t Forget to Remember Holiday How Can You Mend a Broken Heart New York Mining Disaster 1941                                          | EP    | 1972       |        | Barry Gibb, Robin Gibb Barry Gibb, Maurice Gibb Barry Gibb, Robin Gibb Barry Gibb, Robin Gibb Barry Gibb, Robin Gibb                                                                                              |
| My World Israel How Can You Mend a Broken Heart Trafalgar                                                                                        | EP    | 1972       |        | Barry Gibb, Robin Gibb Barry Gibb , Robin Gibb Maurice Gibb |
| My World I Was The Child Cherry Red On Time | EP    | 1972       |        | Barry Gibb, Robin Gibb Barry Gibb, Maurice Gibb Barry Gibb Maurice Gibb |
| Israel Dearest | 45    | 1972       |        | Barry Gibb , Robin Gibb |
| My World New York Mining Disaster 1941 | 45    | 1972       |        | Barry Gibb, Robin Gibb Barry Gibb, Robin Gibb |
| Massachusetts World Tomorrow Tomorrow I’ve Gotta Get a Message to You I Started a Joke Words                                                     | EP    | 1972       |        | Barry Gibb, Robin Gibb, Maurice Gibb Barry Gibb, Robin Gibb, Maurice Gibb Barry Gibb, Maurice Gibb Barry Gibb, Robin Gibb, Maurice Gibb Barry Gibb, Robin Gibb, Maurice Gibb Barry Gibb, Robin Gibb, Maurice Gibb |
| Run To Me Road To Alaska | 45    | 1972       |        | Barry Gibb, Robin Gibb, Maurice Gibb |
| My World How Can You Mend a Broken Heart Run To Me Don’t Wanna Live Inside Myself                                                                | EP    | 1972       |        | Barry Gibb, Robin Gibb Barry Gibb, Robin Gibb Barry Gibb, Robin Gibb, Maurice Gibb Barry Gibb |
| Run To Me Road To Alaska Don’t Wanna Live Inside Myself Saved By The Bell                                                                        | EP    | 1972       |        | Barry Gibb, Robin Gibb, Maurice Gibb Barry Gibb Robin Gibb |
| Run To Me Sweetheart Road to Alaska Dearest | EP    | 1972       |        | Barry Gibb, Robin Gibb, Maurice Gibb Barry Gibb, Maurice Gibb Barry Gibb, Robin Gibb |
| Run To Me I.O.I.O Road to Alaska Sweetheart Man For All Seasons And The Sun Will Shine                                                           | EP    | 1972       |        | Barry Gibb, Robin Gibb, Maurice Gibb Barry Gibb, Maurice Gibb Barry Gibb, Maurice Gibb Barry Gibb, Robin Gibb, Maurice Gibb Barry Gibb, Robin Gibb, Maurice Gibb                                                  |
| Sea Of Smiling Faces Please Don't Turn Out The Lights                                                                                            | 45    | 1972       |        | Barry Gibb, Robin Gibb, Maurice Gibb Barry Gibb, Robin Gibb, Maurice Gibb |
| Alive Paper Mache, Cabbages and Kings | 45    | 1972       |        | Barry Gibb, Robin Gibb, Maurice Gibb Barry Gibb, Maurice Gibb |
| Paper Mache, Cabbages and Kings I Held a Party Alive Run To Me                                                                                   | EP    | 1972       |        | Barry Gibb, Maurice Gibb Barry Gibb, Robin Gibb, Maurice Gibb Barry Gibb, Robin Gibb, Maurice Gibb Barry Gibb, Robin Gibb, Maurice Gibb                                                                           |
| Saw a New Morning My Life Has Been a Song | 45    | 1973       |        | Barry Gibb, Robin Gibb, Maurice Gibb Barry Gibb, Robin Gibb, Maurice Gibb |
| Method To My Madness Come Home Johnny Bride Alive South Dakota Morning                                                                           | EP    | 1973       |        | Barry Gibb, Robin Gibb, Maurice Gibb Barry Gibb , Robin Gibb, Maurice Gibb Barry Gibb |
| Saw a New Morning Alive Plaese Don't Turn Out The Lights Come Home Johnnie Bride Alone Again Sea Of Smiling Faces                                | EP    | 1973       |        | Barry Gibb, Robin Gibb, Maurice Gibb Barry Gibb, Robin Gibb, Maurice Gibb Barry Gibb, Robin Gibb, Maurice Gibb Barry Gibb Robin Gibb Barry Gibb, Robin Gibb, Maurice Gibb                                         |
| Wouldn't I Be Someone Elisa | 45    | 1973       |        | Barry Gibb, Robin Gibb, Maurice Gibb Barry Gibb, Robin Gibb, Maurice Gibb |
| Wouldn't I Be Someone King and Country | 45    | 1973       |        | Barry Gibb, Robin Gibb, Maurice Gibb Barry Gibb, Robin Gibb, Maurice Gibb |
| LampLight How Can You Mend A Broken Heart To Love Somebody                                                                                       | EP    | 1973       |        | Barry Gibb, Robin Gibb, Maurice Gibb Barry Gibb, Robin Gibb Barry Gibb, Robin Gibb |
| Melody Fair Give Your Best First of May In the Morning                                                                                           | EP    | 1973       |        | Barry Gibb, Robin Gibb, Maurice Gibb Barry Gibb, Robin Gibb, Maurice Gibb Barry Gibb, Robin Gibb, Maurice Gibb Barry Gibb                                                                                         |
| Mr. Natural It Doesn't Matter Much To Me | 45    | 1974       |        | Barry Gibb, Robin Gibb Barry Gibb, Robin Gibb, Maurice Gibb |
| Throw a Penny I Can’t Let You Go | 45    | 1974       |        | Barry Gibb, Robin Gibb Barry Gibb, Robin Gibb, Maurice Gibb |
| Charade Heavy Breathing | 45    | 1974       |        | Barry Gibb, Robin Gibb Barry Gibb, Robin Gibb |
| Mr Natural Dogs Had a Lot of Love Last Night Charade                                                                                             | EP    | 1974       |        | Barry Gibb, Robin Gibb Barry Gibb, Robin Gibb Barry Gibb, Robin Gibb, Maurice Gibb Barry Gibb, Robin Gibb |
| Mr Natural Heavy Breathing Elisa Charade | EP    | 1974       |        | Barry Gibb, Robin Gibb Barry Gibb, Robin Gibb Barry Gibb, Robin Gibb, Maurice Gibb Barry Gibb, Robin Gibb |
| Voces (Voices) Podria ser alguien (Wouldn't I Be Someone) Tira una moneda (Throw a Penny) Da una man consigue un amigo (Give A Hand Take A Hand) | EP    | 1974       |        | Barry Gibb, Robin Gibb, Maurice Gibb Barry Gibb, Robin Gibb, Maurice Gibb Barry Gibb, Robin Gibb Barry Gibb, Maurice Gibb                                                                                         |
| Don't Forget To Remember Massachusetts | 45    | 1974       |        | Barry Gibb, Maurice Gibb Barry Gibb, Robin Gibb, Maurice Gibb |
| I Started a Joke Run To Me Words Don’t Forget To Remember                                                                                        | EP    | 1974       |        | Barry Gibb, Robin Gibb, Maurice Gibb Barry Gibb, Robin Gibb, Maurice Gibb Barry Gibb, Robin Gibb, Maurice Gibb Barry Gibb, Maurice Gibb                                                                           |
| Jive Talkin' Wind of Change | 45    | 1975       |        | Barry Gibb, Robin Gibb, Maurice Gibb Barry Gibb, Robin Gibb |
| Jive Talkin' Come On Over | 45    | 1975       |        | Barry Gibb, Robin Gibb, Maurice Gibb Barry Gibb, Robin Gibb |
| Jive Talkin' Fanny (Be Tender With My Love) | 45    | 1975       |        | Barry Gibb, Robin Gibb, Maurice Gibb Barry Gibb, Robin Gibb, Maurice Gibb |
| Nights on Broadway Edge of The Universe | 45    | 1975       |        | Barry Gibb, Robin Gibb, Maurice Gibb Barry Gibb, Robin Gibb |
| Massachusetts Holiday | 45    | 1976       |        | Barry Gibb, Robin Gibb, Maurice Gibb Barry Gibb, Robin Gibb |
| In the Morning To Love Somebody | 45    | 1976       |        | Barry Gibb , Robin Gibb |
| Melody Fair First of May | 45    | 1976       |        | Barry Gibb, Robin Gibb, Maurice Gibb Barry Gibb, Robin Gibb, Maurice Gibb |